# Igor Denisov
Igor Vladimirovitsj Denisov (Russisch: Игорь Владимирович Денисов) (Leningrad, 17 mei 1984) is een Russisch voetballer die sinds 2013 uitkomt voor Dinamo Moskou. Hij debuteerde in het Russisch voetbalelftal op 11 oktober 2008 in een kwalificatiewedstrijd voor het wereldkampioenschap voetbal 2010 tegen Duitsland. Denisov nam deel aan EK 2012 en het WK 2014. In mei 2016 werd hij opgenomen in de Russische selectie voor het Europees kampioenschap voetbal 2016 in Frankrijk. Daar werd de selectie onder leiding van bondscoach Leonid Sloetski in de groepsfase uitgeschakeld na een gelijkspel tegen Engeland (1–1) en nederlagen tegen Slowakije (1–2) en Wales (0–3).

## Erelijst
FK Zenit Sint-Petersburg
- UEFA Super Cup

2008
1 Akinfejev ·
2 Anjoekov ·
3 Sjaronov ·
4 Ignasjevitsj ·
5 Zjirkov ·
6 Sjirokov ·
7 Denisov ·
8 Zyrjanov ·
9 Izmailov ·
10 Arsjavin  ·
11 Kerzjakov ·
12 Berezoetski ·
13 Sjoenin ·
14 Pavljoetsjenko ·
15 Kombarov ·
16 Malafejev ·
17 Dzagojev ·
18 Kokorin ·
19 Granat ·
20 Pogrebnjak ·
21 Nababkin ·
22 Gloesjakov ·
23 Semsjov ·
Coach: Advocaat
1 Akinfejev ·
2 Kozlov ·
3 Sjtsjennikov ·
4 Ignasjevitsj ·
5 Semjonov ·
6 Kanoennikov ·
7 Denisov ·
8 Gloesjakov ·
9 Kokorin ·
10 Dzagojev ·
11 Kerzjakov ·
12 Lodygin ·
13 Granat ·
14 Berezoetski  ·
15 Mogilevets ·
16 Ryzjikov ·
17 Sjatov ·
18 Zjirkov ·
19 Samedov ·
20 Fajzoelin ·
21 Ionov ·
22 Jesjtsjenko ·
23 Kombarov ·
Coach: Capello